# Bill Hartley (athlétisme)
Pour les articles homonymes, voir William Hartley et Hartley.
William John « Bill » Hartley (né le 27 juin 1950) est un athlète britannique, spécialiste du 400 mètres haies.

## Biographie
Il remporte la médaille d'or du relais 4 × 400 mètres lors des championnats d'Europe de 1974, à Rome, en compagnie de Glen Cohen, Alan Pascoe et David Jenkins.
Il a été marié avec Donna Hartley.

### Palmarès
| Date | Compétition                      | Lieu         | Résultat | Épreuve     | Performance  |
| ---- | -------------------------------- | ------------ | -------- | ----------- | ------------ |
| 1974 | Jeux du Commonwealth britannique | Christchurch | 6e       | 400 m haies | 50 s 20      |
| 1974 | Jeux du Commonwealth britannique | Christchurch | 2e       | 4 × 400 m   | 3 min 6 s 66 |
| 1974 | Championnats d'Europe            | Rome         | 1er      | 4 × 400 m   | 3 min 3 s 33 |

### Records
| Épreuve     | Performance | Lieu    | Date        |
| ----------- | ----------- | ------- | ----------- |
| 400 m haies | 49 s 65     | Londres | 2 août 1975 |